# ローマ・トゥスコラーナ駅
ローマ・トゥスコラーナ駅 (Roma Tuscolana) は、イタリア ローマ市郊外にあるピサ＝リヴォルノ＝ローマ線の駅で、1890年3月31日に開業した駅である。

## 路線
2014年冬ダイヤでの、平日昼間の主な運行路線及び発着頻度は次の通り
 ローマ近郊鉄道FL1線
フィウミチーノ空港行き（15分毎）， ファーラ・イン・サビーナ方面行き（15分毎）
 ローマ近郊鉄道FL3線
チェザーノ方面行き（ラッシュ時のみ15分毎）
 ローマ近郊鉄道FL5線
チヴィタヴェッキア行き（30分毎）
その他、ローマ・テルミニ駅行きの列車が上記近郊鉄道の終着駅方面として頻発している。

## 乗換駅
ローマ地下鉄A線 ポンテ・ルンゴ駅 - 徒歩 地上を約500m西南西